# Наслеђивање престола у средњовековној Србији
Наслеђивање престола у средњовековној Србији био је однос владарске породице и државе у коме је углавном владало начело првородства или сениората, и може се описати као familia regnans et regnum — судбина владарске породице неодвојива је од судбине државе и по овом обрасцу тече и одвија се историја српских држава и српског народа. Овај однос у потпуности је могуће сагледати само на примеру две српске државе: Србије и Дукље. Најбољи пример принципа familia regnans et regnum је долазак Часлава Клонимировића на власт у Србији. Иако је по мајци био Бугарин, рођен ван Србије, Часлав је по оцу припадао српском владарском роду, тако да кад је одлучио да преузме власт у Србији, није наишао ни на какав отпор. Како су Срби знали ком роду Часлав припада његово преузимање власти сматрало реализацијом онога што му по праву и обичајима припада.

## Основна начела владавина наследника владарских породица у Србији
У Србији су прво владали наследници кнеза који је довео Србе на Балкан. Према подацима Константин VII Порфирогенит, може се закључити да је у првој српској династији Властимировића оца наслеђивао син, чији је избор ипак морала одобрити властела. Како су и млађи синови преминулог владара имали учешћа у власти, то намеће закључак да је власт посматрана као право породице а не појединца да управља земљом.
У тој подели власти браћа врховног владара добијала су своје територије које су у модерној историографији назване удеоне кнежевине и у њима су они одлучивали о унутрашњим пословима државе заједно са осталим жупанима са којима су заједно чинили савет, међутим носилац спољне политике био је најстарији брат (врховни владар). Тако су се синови рашког великог жупана Уроша I један за другим мењали на власти у току 12. века редом: Урош II, па Предислав, онда Белош и на крају Деса.
У каснијим царским и краљевским династијама српски владари су углавном усвојили један од следећа два принципа наслеђивања, повремено комбинован са трећим:
1. Примогенитура или првородства - у коме је прворођени син по аутоматизму наслеђивао престо. Због одређиних проблема који су се јављали у реализацији првородства, увођење титуле младог краља допринело је учвршћивању принципа примогенитуре. Одступање од овог правила, које се ипак догађало, доводило је до борби око престола, као што је то био случај са краљем Милутином и његовим сином и унуком.
2. Сениорат — који је значио да престо наслеђује најстарији у породици, и претходио је примогенитури, по коме престо наслеђује најстарији прворођени син преминулог владара, и био је обележје ранијег развоја српске државе. Примогенитура је касније била усвојена као последица већ усвојеног правила примогенитуре у приватном наслеђивању имовине. Учвршћивању принципа примогенитуре, у циљу избегавања сукоба наследника донекле је допринело увођење титуле млади краљ.
3. Додела удеоних кнежевина — која се комбиновала повремено са прва два главна облика, доделом удеоних кнежевина осталим члановима владарске породице.
 Сениорат, који је значио да престо наслеђује најстарији у породици, претходио је примогенитури, то јест да престо наслеђује најстарији прворођени син преминулог владара, то јест, био је обележје ранијег развоја српске државе. Примогенитура је касније била усвојена као последица већ усвојеног правила примогенитуре у приватном наслеђивању имовине.
У династији Немањића тешко се усвајао принцип примогенитуре, о чему сведоче докази честе борбе око престола у којима су учествовали очеви и синови, браћа, стричеви и синовци.
Иако је византијски цар постављао српске жупане, било је више него јасно да је морао поштовати принцип familia regnans et regnum уколико је желео мир у Србији. Манојло I Комнин, иако је у неколико наврата скидао и постављао Урошеве синове на престо, веома је водио рачуна о устаљеном редоследу права наслеђивања — увек од најстаријег ка најмлађем сину, што само потврђује постојање јасних и чврстих правила наслеђивања у средњовековној Србији. То указује да узурпатори престола у средњовековној Србији никако нису могли рачунати на подршку.

## Проблеми у наслеђивању престола
Проблеми у наслеђивању престола најчешће су настајали у два случај: уколико је владар за собом оставио малолетног потомка или ако није имао мушког наследника.
Први случај — малолетни наследник
До проблема у наслеђивању престола у Србији долазило је када би врховни владар умро и за собом оставио малолетног потомка. Тада су се млађа браћа сукобљавала око власти. У оваквим ситуацијама обично су се избор владара мешале суседне (велике) силе, са јасном намером да помагну једног или другог претендента. Тако је кроз одређена историјска раздобља већ прва српска династија упознала више борби међу претендентима на престо, иако су, сви претенденти увек припадали истој владајућој породици, а престо увек остајао у рукама владајуће династије.
Други случај — без мушког наследника
Уколико владар није имао мушких наследника, владарска лоза се гасила, имајући у виду владајући принцип familia regnans et regnum — што је углавном значило и распад саме државе. На пример, смрћу цара Стрфана Уроша V угасила се и династија Немањића, а сама држава се распала на више територија које су биле под влашћу обласних господара.
Међутим, било је примера и мирног преноса власти на сродинике након чега би се формирала нова владајућа династија која би потом наставила да влада нетакнутом државом. Деспот Стефан Лазаревић, пошто није имао директних наследника, још за живота је на државном сабору прогласио је свог сестрића, Ђурђа Бранковића, за свог наследника.

## Одступања у наслађивању престола
Стефан Немања је био један од првих који је одступио од старих правила и, по византијском начелу, за наследника изабрао најприкладнијег (или најспособнијих), а не најстаријег, прворођеног сина Вукана, већ средњег сина Стефана. Ово је касније проузроковало рат између браће.
После 1200. године у Србији, примећена непрестана борба између домаћег сениората и византијске институције савладара, односно будућег назначеног наследника престола. У Србији су тако наседници неко време стицали власт у Зети.
У борби за престо браћа и стричеви често су водили међусобне ратове, а понекад су ратовали и синови са својим очевима, баш као и угарски Арпадовћи, савременици Немањића.
Од десет владара из куће Немањића - половина је била збачена са власти иако је по начелима о наслеђивању поседовала право наслеђивања! Од смрти Краља Стефана Првовенчаног до Краља Милутина - сви су насилно изгубили власт. Тако је нпр. краљ Драгутин побунио против свог оца, краља Уроша кога је победио, али је неколико година касније морао да уступи престо брату Милутину.